# Corallinoideae
Corallinoideae (J.E. Areschoug) Foslie, 1908  é o nome botânico  de uma subfamília de algas vermelhas marinhas pluricelulares da família Corallinaceae.

## Táxons inferiores
Gêneros: Alatocladia,  Arthrocardia,  Bossiella, Calliarthron, Cheilosporum, Chiharaea, Corallina,  Duthiea,  Marginisporum,  Pachyarthron, Rhizolamiella, Serraticardia,  Yamadaia.
Tribo 1: Corallineae
Gêneros: Joculator
Tribo 2: Janieae
Gêneros: Haliptilon, Jania